# Конвой QP 10
Конвой QP 10 (англ. Convoy QP 10) — зворотній арктичний конвой транспортних і допоміжних суден у кількості 23 одиниць, який у супроводженні союзних кораблів ескорту здійснив перехід з північних портів Радянського Союзу після доставки туди свого вантажу до берегів Ісландії. 10 квітня 1942 року конвой вийшов з мурманського порту і прибув до Рейк'явіка 21 квітня. На маршруті руху конвой був атакований німецькими підводними човнами та авіацією, що призвело до втрати чотирьох торговельних суден. Ще одне судно, «Стоун-Стріт», було пошкоджено внаслідок повітряної атаки, після чого було змушене повернути назад до Кольської затоки. Ескортні кораблі конвою під час переходу збили шість німецьких літаків і ще один пошкодили. Пізніше шість торгових кораблів з конвою PQ 14 приєдналися до QP 10.

## Історія конвою
Арктичний конвой QP 10 складався з 16 транспортних суден, на маршруті руху через складні погодні умови та льодову обстановку ще шість транспортних суден конвою PQ 14, змушені були повернутися, тому приєдналися до QP 10. Конвой супроводжували крейсер «Ліверпуль», есмінці «Орібі», «Панджабі», «Фьюрі», «Екліпс» і «Марна», тральщик «Спідвел» і траулери Blackfly і Paynter. З 10 по 12 квітня ескорт був посилений радянськими міноносцями «Гремящий» і «Сокрушительний» та тральщиками «Госсамер», «Харрієр» і «Гусар». На переході між Ісландією та Норвегією транспортний конвой прикривали сили далекого прикриття, що складалася з лінійних кораблів «Дюк оф Йорк» і «Кінг Джордж V», авіаносця «Вікторіос», крейсерів «Кент» і «Нігерія» та 12 есмінців, хоча це угруповання Королівського флоту було надто далеко від конвою, щоб захистити в разі раптової атаки підводних човнів і повітряних атак.
О 17:00 10 квітня QP 10 вийшов з Мурманська. Вже наступного дня стався перший напад на конвой. Кілька німецьких бомбардувальників Ju 88 з'явилися над головою і атакували транспортні судна. Торгове судно Empire Cowper було вражене трьома 500-фунтовими бомбами, а потім ще двома бомбами під час евакуації екіпажу з судна. Paynter врятував уцілілих з Empire Cowper, який незабаром затонув. Охорона на торговельному судні «Гарпаліон» збила один із атакуючих Ju 88. 12 квітня німецькі есмінці Z7 «Герман Шеман», Z24 і Z25 вирушили на пошуки конвою, але не знайшли його.
О 01:00 ранку 13 квітня конвой був атакований німецьким підводним човном U-435. Радянське вантажне судно «Київ» потрапило під першу торпеду підводного човна і затонуло. О 03:30 U-435 знову завдав удару, влучивши в «Ель-Оксіденте», який майже відразу затонув. Приблизно о 05:00 з'явилися нові Ju 88, які кружляли навколо колони транспортів приблизно годину, перш ніж атакувати. «Гарпаліон» неодноразово піддавався повітряному нападу, в результаті чого був пошкоджений його рульовий механізм і зламано кермо. Екіпаж «Гарпаліона» намагався встановити штурвал, але їхні спроби були зупинені чотирма Ju 88, які обстріляли палубу корабля з кулеметів. Пошкоджений «Гарпаліон» був врешті-решт затоплений снарядами з «Фьюрі». Також 13 квітня Z7 «Герман Шеман», Z24 і Z25 зробили ще одну спробу знайти конвой, але через погану погоду повернули назад.
Більше атак на конвой німці не проводили. Пізніше під час плавання до конвою приєдналися шість кораблів конвою PQ 14, які розвернулися через складну льодову обстановку та погодні умови.

## Кораблі та судна конвою QP 10
Позначення

### Транспортні судна
| Назва                    | Прапор          | Тоннаж (GRT) | Прим.                                                                                                |
| ------------------------ | --------------- | ------------ | --- |
| Artigas (1920)           | Панама          | 5 613        | |
| Beaconstreet (1927)      | Велика Британія | 7 467        | |
| Capulin (1920)           | Панама          | 4 977        | |
| City Of Joliet (1920)    | США             | 6 167        | через суворі погодні умови перейшло з конвою PQ 14 та повернулося до Ісландії                        |
| «Днепрострой» (1919)     | СРСР            | 4 756        | |
| El Coston (1924)         | Панама          | 7 286        | |
| El Occidente (1910)      | Панама          | 6 008        | 13 квітня 1942 року потоплено німецьким ПЧ U-435                                                     |
| Empire Cowper (1941)     | Велика Британія | 7 164        | 11 квітня 1942 року потоплено німецьким бомбардувальником Ju 88                                      |
| Francis Scott Key (1941) | США             | 7 191        | судно класу «Ліберті»; через суворі погодні умови перейшло з конвою PQ 14 та повернулося до Ісландії |
| Harpalion (1932)         | Велика Британія | 5 486        | 13 квітня 1942 року потоплено німецьким ПЧ U-435                                                     |
| Ironclad (1919)          | США             | 5 685        | через суворі погодні умови перейшло з конвою PQ 14 та повернулося до Ісландії                        |
| «Київ» (1917)            | СРСР            | 5 823        | 13 квітня 1942 року потоплено німецьким ПЧ U-436                                                     |
| Mana (1920)              | Гондурас        | 3 283        | |
| Minotaur (1918)          | США             | 4 554        | через суворі погодні умови перейшло з конвою PQ 14 та повернулося до Ісландії                        |
| Mormacrio (1919)         | США             | 5 940        | через суворі погодні умови перейшло з конвою PQ 14 та повернулося до Ісландії                        |
| Navarino (1937)          | Велика Британія | 4 825        | судно віце-командора конвою                                                                          |
| River Afton (1935)       | Велика Британія | 5 479        | |
| «Севзаплес» (1932)       | СРСР            | 3 974        | |
| Stone Street (1922)      | Панама          | 6 131        | |
| Temple Arch (1940)       | Велика Британія | 5 138        | судно командора конвою                                                                               |
| West Gotomska (1918)     | США             | 5 728        | через суворі погодні умови перейшло з конвою PQ 14 та повернулося до Ісландії                        |

### Кораблі ескорту
| Ближній ескорт                 |                                         |                                        |                                      |
| «Гремящий»                     | Військово-морський флот СРСР            | ескадрений міноносець типу 7           | 10-12 квітня Північний флот ВМФ СРСР |
| «Сокрушительний»               | Військово-морський флот СРСР            | ескадрений міноносець типу 7           | 10-12 квітня Північний флот ВМФ СРСР |
| «Харрієр»                      | Військово-морські сили Великої Британії | тральщик типу «Гальсіон»               | 10-12 квітня                         |
| «Госсамер»                     | Військово-морські сили Великої Британії | тральщик типу «Гальсіон»               | 10-12 квітня                         |
| «Гусар»                        | Військово-морські сили Великої Британії | тральщик типу «Гальсіон»               | 10-12 квітня                         |
| Океанський ескорт              |                                         |                                        |                                      |
| HMS Blackfly (FY 117)          | Військово-морські сили Великої Британії | протичовновий траулер                  | 10-17 квітня                         |
| «Екліпс»                       | Військово-морські сили Великої Британії | ескадрений міноносець типу «E»         | 10-17 квітня                         |
| «Ліверпуль»                    | Військово-морські сили Великої Британії | легкий крейсер типу «Таун» (1936)      | 12-18 квітня                         |
| «Марна»                        | Військово-морські сили Великої Британії | ескадрений міноносець типу «M»         | 10-21 квітня                         |
| «Орібі»                        | Військово-морські сили Великої Британії | ескадрений міноносець типу «O»         | 10-21 квітня                         |
| «Панджабі»                     | Військово-морські сили Великої Британії | ескадрений міноносець типу «Трайбл»    | 10-21 квітня                         |
| HMS Paynter (FY242)            | Військово-морські сили Великої Британії | військовий траулер                     | 10-17 квітня                         |
| «Спідвел»                      | Військово-морські сили Великої Британії | тральщик типу «Гальсіон»               | 10-17 квітня                         |
| «Фьюрі»                        | Військово-морські сили Великої Британії | ескадрений міноносець типу «F»         | 10-21 квітня                         |
| Сили далекого прикриття конвою |                                         |                                        |                                      |
| «Кінг Джордж V»                | Військово-морські сили Великої Британії | лінійний корабель типу «Кінг Джордж V» | 10-21 квітня                         |
| «Дюк оф Йорк»                  | Військово-морські сили Великої Британії | лінійний корабель типу «Кінг Джордж V» | 10-21 квітня                         |
| «Вікторіос»                    | Військово-морські сили Великої Британії | авіаносець типу «Іластріас»            | 10-21 квітня                         |
| «Кент»                         | Військово-морські сили Великої Британії | важкий крейсер типу «Каунті»           | 10-21 квітня                         |
| «Найджерія»                    | Військово-морські сили Великої Британії | легкий крейсер типу «Коронна колонія»  | 10-21 квітня                         |
| «Бедуїн»                       | Військово-морські сили Великої Британії | ескадрений міноносець типу «Трайбл»    | 10-21 квітня                         |
| «Біве»                         | Військово-морські сили Великої Британії | ескортний міноносець типу «Хант»       | 10-21 квітня                         |
| «Ескапейд»                     | Військово-морські сили Великої Британії | ескадрений міноносець типу «E»         | 10-21 квітня                         |
| «Ескімо»                       | Військово-морські сили Великої Британії | ескадрений міноносець типу «Трайбл»    | 10-21 квітня                         |
| «Фокнор»                       | Військово-морські сили Великої Британії | лідер ескадрених міноносців типу «F»   | 10-21 квітня                         |
| «Ледбарі»                      | Військово-морські сили Великої Британії | ескортний міноносець типу «Хант»       | 10-21 квітня                         |
| «Матчлес»                      | Військово-морські сили Великої Британії | ескадрений міноносець типу «M»         | 10-21 квітня                         |
| «Міддлтон»                     | Військово-морські сили Великої Британії | ескортний міноносець типу «Хант»       | 10-21 квітня                         |
| «Оффа»                         | Військово-морські сили Великої Британії | ескадрений міноносець типу «O»         | 10-21 квітня                         |
| «Онслоу»                       | Військово-морські сили Великої Британії | лідер ескадрених міноносців типу «O»   | 10-21 квітня                         |
| «Сомалі»                       | Військово-морські сили Великої Британії | ескадрений міноносець типу «Трайбл»    | 10-21 квітня                         |
| «Вітленд»                      | Військово-морські сили Великої Британії | ескортний міноносець типу «Хант»       | 10-21 квітня                         |